# تاليسا سوتو
تاليسا سوتو (بالإنجليزية: Talisa Soto)‏ ممثلة أمريكية من مواليد 27 مارس 1967. اشتهرت من خلال أدوارها في فيلم النبيل خوان ماركو وفيلم رخصة للقتل التابع لسلسلة جيمس بوند و فيلم سباي هارد وأفلام مورتال كومبات.

## روابط خارجية
- تاليسا سوتو على موقع IMDb (الإنجليزية)
- تاليسا سوتو على موقع روتن توميتوز (الإنجليزية)
- تاليسا سوتو على موقع ألو سيني (الفرنسية)
- تاليسا سوتو على موقع أول موفي (الإنجليزية)
- تاليسا سوتو على موقع قاعدة بيانات الأفلام السويدية (السويدية)
- تاليسا سوتو على موقع إن إن دي بي (الإنجليزية)
- تاليسا سوتو على موقع قاعدة بيانات الفيلم (الإنجليزية)
- تاليسا سوتو على موقع كينوبويسك (الروسية)
- تاليسا سوتو على موقع دليل عارضات الأزياء (الإنجليزية)